# طوني وينديس
طوني وينديس (بالإنجليزية: Tony Windis)‏ مواليد 27 يناير 1933، هو لاعب كرة سلة أمريكي معتزل. بدأ مسيرته الاحترافية في سنة 1959. تم اختياره من قبل فريق ديترويت بيستونز خلال الدرافت. حمل الرقم 10. بلغ طوله 6 قدم 1 بوصة (1.9 م). لعب كرة السلة الجامعية في جامعة وايومنغ. اعتزل اللعب في 1960.

## روابط خارجية
- طوني وينديس على موقع إن بي أي (الإنجليزية)
- طوني وينديس على موقع سبورتس رفرنس (الإنجليزية)
- طوني وينديس على موقع كلية كرة السلة في سبورتس رفرنس.كوم (الإنجليزية)
- طوني وينديس على موقع ريلجم (الإنجليزية)
- طوني وينديس على موقع بروبوليرز (الإنجليزية)